# Zahna-Elster
Zahna-Elster ist eine Stadt und Einheitsgemeinde im Landkreis Wittenberg in Sachsen-Anhalt.

## Geografie
Zahna-Elster liegt im Norden des Landkreises Wittenberg und erstreckt sich zwischen Fläming und Elbe. Südlich des Ortsteils Elster mündet die Schwarze Elster in die Elbe.
Stadtgliederung
Zahna-Elster besteht laut Hauptsatzung der Stadt aus neun Ortschaften mit insgesamt 20 Ortsteilen. Die Ortschaften der Satzung bilden weitgehend die zuvor eigenständigen Gemeinden ab.
1. Dietrichsdorf mit Külso
2. Elster (Elbe) mit Gielsdorf, Iserbegka und Meltendorf
3. Gadegast
4. Leetza mit Raßdorf und Zallmsdorf
5. Listerfehrda
6. Mühlanger mit Gallin
7. Zahna mit Bülzig, Klebitz, Rahnsdorf und Woltersdorf
8. Zemnick
9. Zörnigall

Die Ortschaft Zörnigall besteht aus einem älteren Dorf und der neueren Siedlung, welche etwas abseits im Nordwesten von Zörnigall-Dorf liegt.
Die Ortslagen von Zörnigall sowie die Weiler Ottmannsdorf und Wolfswinkel werden in der Satzung nicht mehr ausdrücklich erwähnt. Gleiches gilt für die Ortsteile Hohndorf und Prühlitz, aus deren Zusammenschluss der Ort Mühlanger am 1. April 1939 entstand.

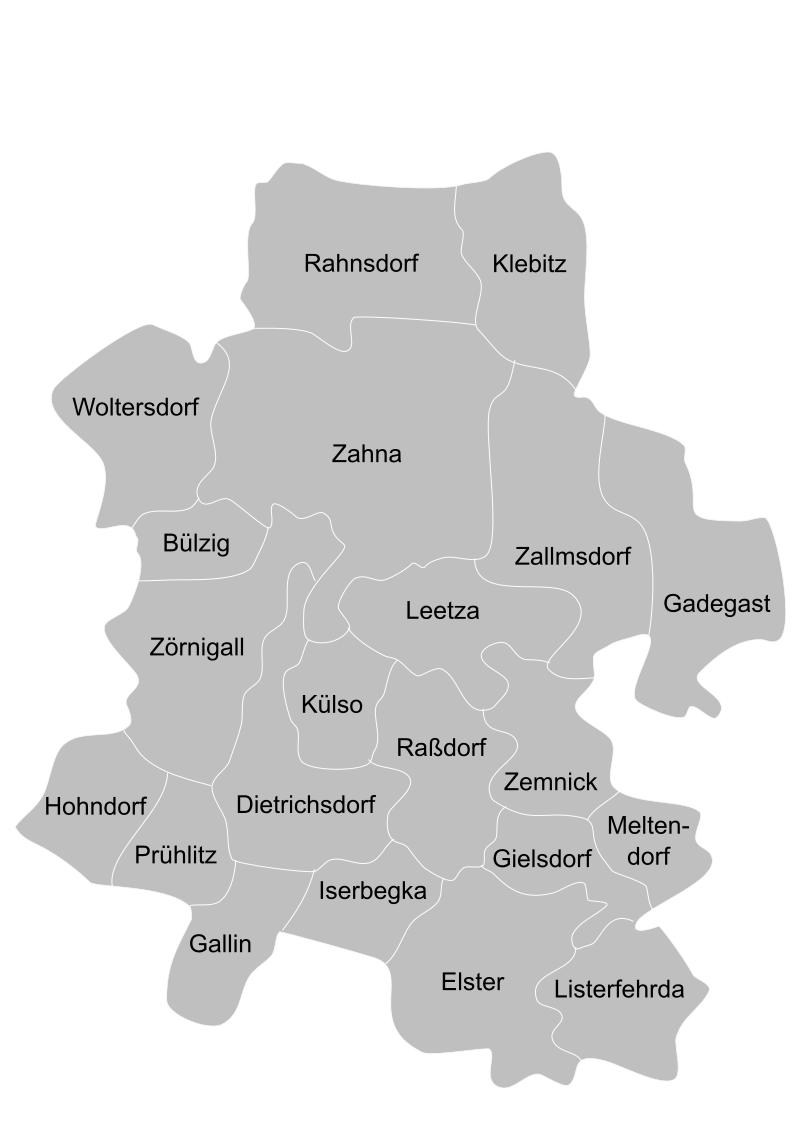
Ortsteilgrenzen von Zahna-Elster

|                                          | Rahnsdorf, Klebitz, Woltersdorf, Zahna, Bülzig | (Ottmannsdorf), Zallmsdorf, Leetza, Raßdorf |
| ZörnigallKülso, Dietrichsdorf            |                                                | Gadegast(Wolfswinkel), Zemnick              |
| Mühlanger, (Hohndorf), (Prühlitz),Gallin | Meltendorf,Gielsdorf, Iserbegka, Elster (Elbe) | Listerfehrda                                |

## Geschichte

### Entstehung der Stadt

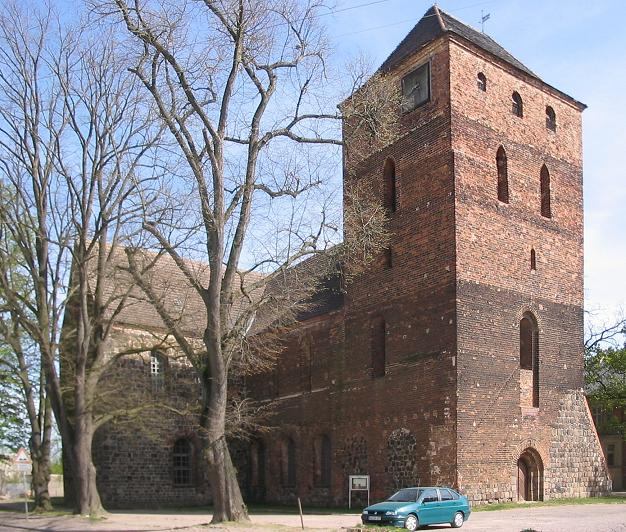
Sankt-Marien-Kirche Zahna

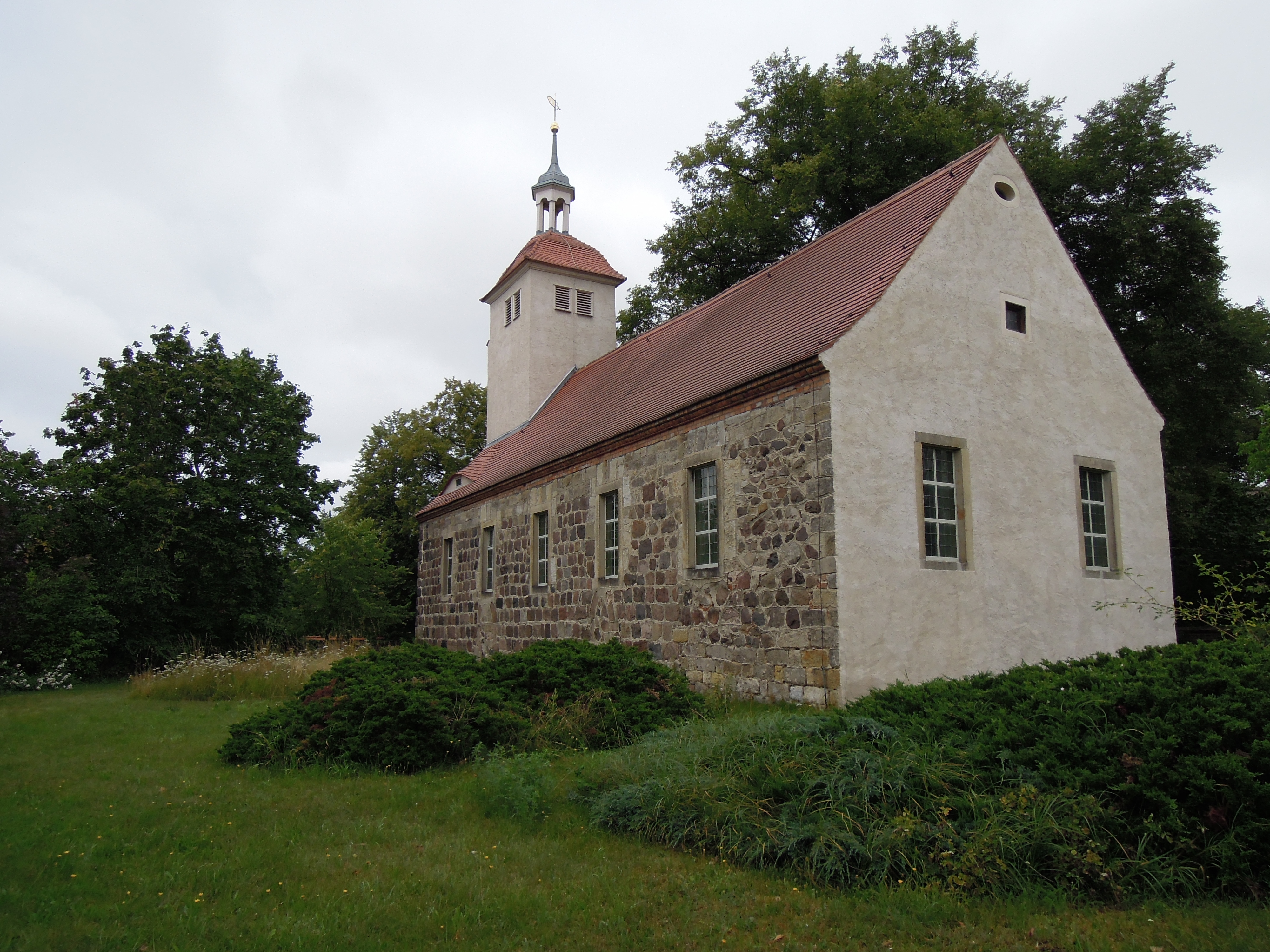
Kirche Leetza

Zahna-Elster entstand am 1. Januar 2011 aus dem Zusammenschluss von Gemeinden der Verwaltungsgemeinschaft Elbaue-Fläming.

### Eingemeindungen
Vor der Bildung der Stadt Zahna-Elster gab es auf deren jetzigem Gebiet etliche Eingemeindungen in Gründungsgemeinden der Stadt. Die Eingemeindungen nach Zahna fanden in den Jahren 1992, 2003 und 2008 statt. Weitere Eingemeindungen gab es 1950 und 1974.
Wegen eines Formfehlers wurde die Eingemeindung Mühlangers vom 1. Januar 2011 am 29. Mai 2013 durch das Landesverfassungsgericht für ungültig erklärt, welche am 1. Januar 2014 erneut in Kraft trat.
| Ehemalige Gemeinde | Datum                                      | Anmerkung bzw. Eingemeindung nach               | Gemarkungs- nummer |
| ------------------ | ------------------------------------------ | ----------------------------------------------- | ------------------ |
| Bülzig             | 1. Juli 2008                               | nach Zahna                                      | 151555             |
| Dietrichsdorf      | 1. Januar 2011                             |                                                 | 151557             |
| Elster (Elbe)      | 1. Januar 2011                             |                                                 | 151621             |
| Gadegast           | 1. Januar 2011                             |                                                 | 151623             |
| Gallin             | 1. Mai 1974                                | nach Mühlanger                                  | 151574             |
| Gielsdorf          | 1. Juli 1950                               | nach Elster (Elbe)                              |                    |
| Hohndorf           | 1. April 1939                              | Zusammenschluss mit Prühlitz zu Mühlanger       |                    |
| Iserbegka          | 1. Juli 1950                               | nach Elster (Elbe)                              |                    |
| Klebitz            | 1. Januar 1992                             | nach Zahna                                      | 151563             |
| Külso              | 1942                                       | nach Dietrichsdorf                              |                    |
| Leetza             | 1. Januar 2011                             |                                                 | 151568             |
| Listerfehrda       | 1. Januar 2011                             |                                                 | 151643             |
| Meltendorf         | 1. Januar 1974                             | nach Elster (Elbe)                              | 151622             |
| Mühlanger          | 1. Januar 2011 29. Mai 2013 1. Januar 2014 | Gemeindewiederherstellung erneute Eingemeindung | 151573             |
| Prühlitz           | 1. April 1939                              | Zusammenschluss mit Hohndorf zu Mühlanger       |                    |
| Rahnsdorf          | 1. Juli 2003                               | nach Zahna                                      | 151564             |
| Raßdorf            | 30. September 1928                         | nach Leetza                                     |                    |
| Woltersdorf        | 1. Juli 1950                               | nach Bülzig                                     |                    |
| Zahna              | 1. Januar 2011                             |                                                 | 151591             |
| Zallmsdorf         | 1. Juli 1950                               | nach Leetza                                     |                    |
| Zemnick            | 1. Januar 2011                             |                                                 | 151671             |
| Zörnigall          | 1. Januar 2011                             |                                                 | 151592             |

## Bevölkerung
| Jahr | Einwohner |
| ---- | --------- |
| 2011 | 9.731     |
| 2015 | 9.288     |
| 2020 | 9.184     |
| 2021 | 9.143     |
| 2022 | 9.115     |
| 2023 | 9.057     |
| 2024 | 8.984     |

Stand: 31. Dezember des jeweiligen Jahres (Angaben des Statistischen Landesamtes Sachsen-Anhalt), ab 2011 auf Basis des Zensus 2011, ab 2022 auf Basis des Zensus 2022

## Politik

### Stadtrat
Der Stadtrat von Zahna-Elster besteht entsprechend der Einwohnerzahl der Stadt aus 20 Stadtverordneten und dem Bürgermeister. Die Kommunalwahl vom 9. Juni 2024 führte bei einer Wahlbeteiligung von 70,0 % zu folgendem Ergebnis:
| Partei / Wählergruppe                  | Stimmenanteil 2019 | Sitze 2019 |        | Stimmenanteil 2024 | Sitze 2024 |
| -------------------------------------- | ------------------ | ---------- | ------ | ------------------ | ---------- |
| Freie Wähler                           | 38,2 %             | 8          | 38,3 % | 8                  |            |
| CDU                                    | 29,2 %             | 6          | 32,0 % | 6                  |            |
| AfD                                    | 09,5 %             | 1          | 21,3 % | 3                  |            |
| Die Linke                              | 07,1 %             | 1          | 03,9 % | 1                  |            |
| SPD                                    | 07,4 %             | 1          | 02,5 % | 1                  |            |
| Frei und Parteilos (f.u.p.)            | –                  | –          | 01,1 % | –                  |            |
| Einzelbewerber Heiko Plewa             | –                  | –          | 00,9 % | –                  |            |
| Landwirtschaft, Umwelt und Natur (LUN) | 08,5 %             | 2          | –      | –                  |            |
| Insgesamt                              | 100 %              | 19         | 100 %  | 19                 |            |

Bei der Wahl 2019 entfielen auf die AfD zwei Sitze, von denen einer unbesetzt blieb, weil die Partei nur einen Kandidaten nominiert hatte.
Bei der Wahl 2024 entfielen auf die AfD vier Sitze, von denen einer unbesetzt bleibt, weil die Partei nur drei Kandidaten nominiert hatte.

### Bürgermeister
- seit 2010: Peter Müller (Freie Wähler)[13]

Müller wurde am 24. September 2017 mit 79,3 % der gültigen Stimmen wiedergewählt. Er wurde am 27. Oktober 2024 mit 64,4 % der gültigen Stimmen in seinem Amt bestätigt. Seine Amtszeit beträgt sieben Jahre.

### Ortschaftsräte
Das Stadtgebiet ist in neun Ortschaften gegliedert, die jeweils durch einen Ortschaftsrat und Ortsbürgermeister vertreten werden.

### Wappen
Das Wappen wurde am 10. Mai 2011 durch den Landkreis Wittenberg genehmigt.
Blasonierung: „Schräggeviert von Silber und Blau, oben ein linkshin schwimmender blauer Karpfen, vorn und hinten je eine goldene Ähre mit Halmblättern unten ein blauer Hecht. Im goldenen Mittelschild aus gewelltem blauen Schildfuß wachsend eine dreitürmige rote Burg mit offenem Torbogen; die Türme mit schwarzen Fenstern und beknauften roten Spitzdächern; der mittlere Turm erhöht, mit Sims und stärker als die anderen.“
Das vom Kommunalheraldiker Jörg Mantzsch gestaltete Wappen verbindet Elemente der Wappen der namensgebenden Ortsteile Zahna und Elster (Elbe) sowie der vorherigen Verwaltungsgemeinschaft. Während der Mittelschild in reduzierter Symbolik und veränderten Tinkturen Bezug auf Zahna nimmt, verweisen die Fische auf den früher betrieben Fischfang, die Ähren auf die landwirtschaftliche Tradition der Dörfer.
Die Farben der Stadt sind Blau-Weiß.

### Flagge
Die Flagge ist blau-weiß (1:1) gestreift (Querform: Streifen waagerecht verlaufend; Längsform: Streifen senkrecht verlaufend) und mittig mit dem Gemeindewappen belegt.

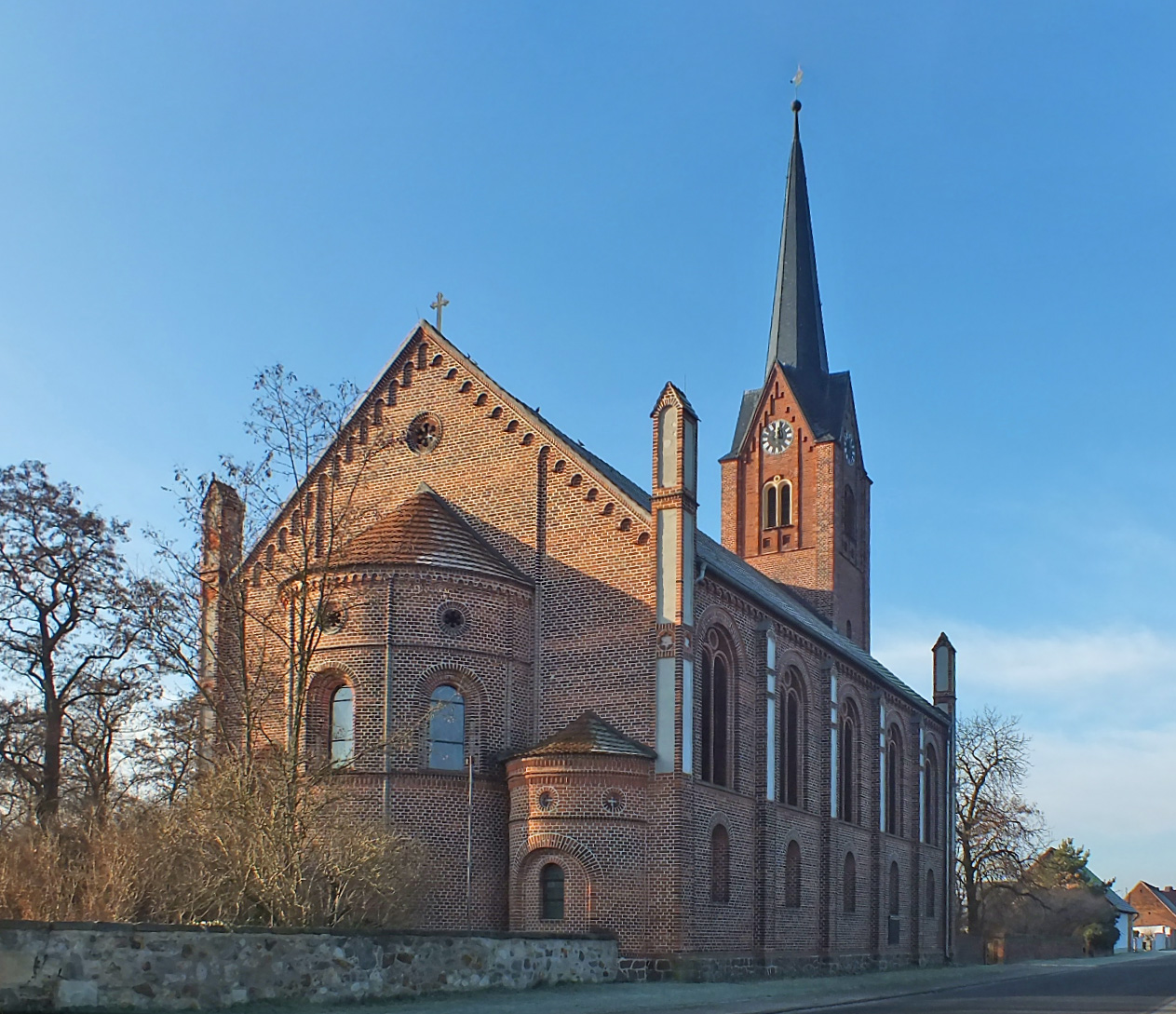
Kirche Elster

## Sehenswürdigkeiten
- Zahna: Sankt-Marien-Kirche, romanische Kreuzkirche aus dem 12. Jahrhundert
- Zahna: Hospital zum heiligen Geist
- Elster: Kirche von 1867
- Elster: Bockwindmühle

## Verkehr

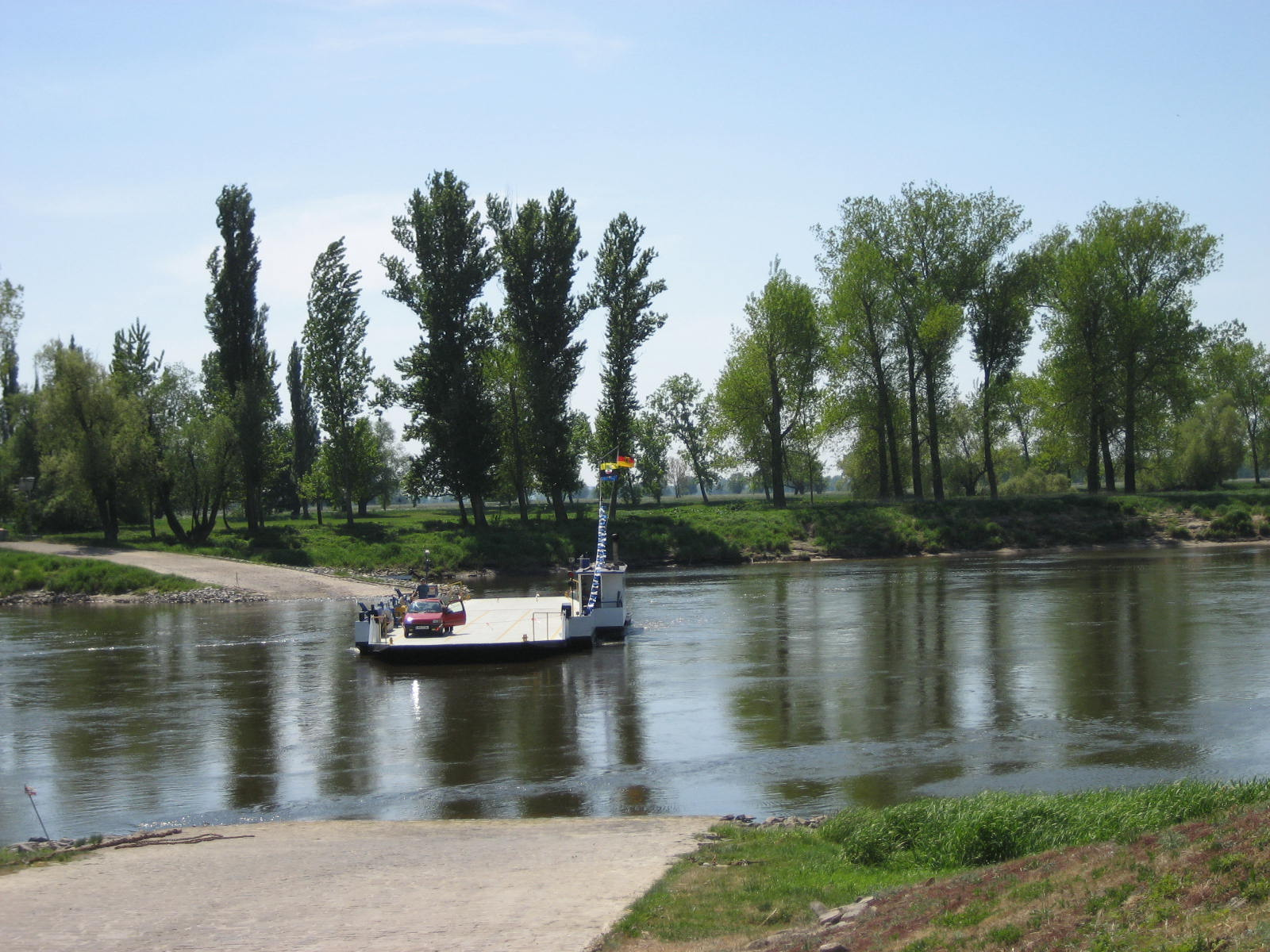
Elbfähre in Elster

Die Bundesstraße B 187 zwischen Lutherstadt Wittenberg und Jessen (Elster) sowie die Landesstraße L 126 zwischen Lutherstadt Wittenberg und Klebitz verlaufen über das Stadtgebiet.
Im Ortsteil Elster schafft eine Gierseilfähre die Verbindung über die Elbe zur Straße nach Wartenburg.
Die Stadt wird durch die Bahnstrecke Berlin–Halle (Bahnstationen Zahna, Bülzig, Zörnigall) sowie die Bahnstrecke Węgliniec–Roßlau (Bahnstationen Mühlanger und Elster [Elbe]) erschlossen. Der Haltepunkt Klebitz an der Strecke Berlin–Halle wird seit 14. Dezember 2014 nicht mehr bedient.
Der Radweg Berlin–Leipzig führt durch die Ortsteile Zörnigall, Bülzig, Zahna und den Weiler Ottmannsdorf.

## Sport
Die Fußballmannschaft des SV Eintracht Elster spielt in der Saison 2024/25 in der Landesliga Süd Sachsen-Anhalt.

## Persönlichkeiten
- siehe Bülzig#Persönlichkeiten
- siehe Zahna#Persönlichkeiten